# オースティン郡 (テキサス州)
オースティン郡（オースティンぐん、英: Austin County）は、アメリカ合衆国テキサス州の中央部東に位置する郡である。2010年国勢調査での人口は28,417人であり、2000年の23,590人から20.5％増加した。郡庁所在地はベルビル市（人口4,097人）であり、同郡で人口最大の町は国勢調査指定地域であるシーリー市（人口6,019人）である。オースティン郡は1837年に設立され、郡名は白人イギリス系アメリカ人がテキサスに入植することを促進し、「テキサスの父」と呼ばれているスティーブン・オースティンに因んで名付けられた。
オースティン郡はヒューストン大都市圏に隣接している。
州都であるオースティン市はオースティン郡内には無く、約110マイル (180 km) 北西のトラヴィス郡の郡庁所在地である。

## 地理
アメリカ合衆国国勢調査局に拠れば、郡域全面積は656平方マイル (1,699 km2)であり、このうち陸地653平方マイル (1,691 km2)、水域は4平方マイル (10 km2)で水域率は0.58％である。

### 主要高規格道路
- 州間高速道路10号線
- アメリカ国道90号線
- テキサス州道36号線
- テキサス州道159号線

### 隣接する郡
- ワシントン郡 - 北
- ウォーラー郡 - 東
- フォートベンド郡 - 南東
- ワートン郡 - 南
- コロラド郡 - 西
- ファイエット郡 - 北西

## 人口動態
以下は2000年の国勢調査による人口統計データである。
| 基礎データ - 人口: 23,590人 - 世帯数: 8,747 世帯 - 家族数: 6,481 家族 - 人口密度: 14人/km2（36人/mi2） - 住居数: 10,205軒 - 住居密度: 6軒/km2（16軒/mi2） 人種別人口構成 - 白人: 80.22% - アフリカン・アメリカン: 10.64% - ネイティブ・アメリカン: 0.28% - アジア人: 0.29% - その他の人種: 6.99% - 混血: 1.58% - ヒスパニック・ラテン系: 16.13% 祖先による人口構成 - ドイツ系: 26.9% - アメリカ人: 8.8% - チェコ系: 8.0% - イギリス系: 6.4% - アイルランド系: 5.0% 年齢別人口構成 - 18歳未満: 27.0% - 18-24歳: 8.1% - 25-44歳: 26.4% - 45-64歳: 23.7% - 65歳以上: 14.8% - 年齢の中央値: 38歳 - 性比（女性100人あたり男性の人口） - 総人口: 96.5 - 18歳以上: 92.9 | 世帯と家族（対世帯数） - 18歳未満の子供がいる: 34.7% - 結婚・同居している夫婦: 60.6% - 未婚・離婚・死別女性が世帯主: 9.6% - 非家族世帯: 25.9% - 単身世帯: 22.8% - 65歳以上の老人1人暮らし: 11.5% - 平均構成人数 - 世帯: 2.67人 - 家族: 3.14人 収入と家計 - 収入の中央値 - 世帯: 38,615米ドル - 家族: 46,342米ドル - 性別 - 男性: 32,455米ドル - 女性: 22,142米ドル - 人口1人あたり収入: 18,140米ドル - 貧困線以下 - 対人口: 12.1% - 対家族数: 8.8% - 18歳未満: 13.7% - 65歳以上: 14.4% |

## 都市と町
- ベルビル - 郡庁所在地
- ブラゾスカントリー
- インダストリー
- シーリー6,019 66464
- ウォリス

### 町
- サンフェリペ

### 未編入の町
- ブライブラービル
- キャットスプリング
- ケニー
- ニューアルム
- シェルビー

## 教育
オースティン郡の公教育は下記5つの独立教育学区が管轄している
- ベルビル独立教育学区
- ブラゾス独立教育学区（部分）
- ブレナム独立教育学区（部分）
- コロンバス独立教育学区（部分）
- シーリー独立教育学区

## 交通
現在計画中のトランス・テキサス・コリダーの TTC-69路線が郡内を通ることになる。